# Jürgen Fehling
Jürgen Fehling (Lubecca, 1º marzo 1885 – Amburgo, 14 giugno 1968) è stato un regista teatrale tedesco.
Debuttò in teatro, come attore, nel 1910, ma la sua prima regia, per Il matrimonio di Gogol' fu nel 1920.
Divenne però noto con La commedia degli errori di Shakespeare, che mise in scena nel 1920 a Vienna.
Abolito quasi completamente l'apparato scenico, ambientò i suoi spettacoli in uno spazio vuoto, nel quale i pochi elementi scenografici indicavano i cambiamenti di scena.
Lasciata Vienna, Fehling lavorò i vari teatri importanti, diventando così molto noto.

## Regie migliori
- Masse-Mensch di Ernst Toller (1921)
- Don Carlos di Friedrich Schiller (1935)
- Richard II di William Shakespeare (1937)